# Francia ábécé
A francia ábécé (franciául l'alphabet français) a francia nyelv írására használatos és a modern latin írás 26 betűjét tartalmazza:
A betűk elnevezésének kétféle módja van. Az épellation traditionelle – mely az általánosan elfogadott és használt változat – a következő:
A kevésbé ismert a nouvelle épellation szerint a betűk neve:
Ez utóbbi fonetikai alapokon nyugszik, és főként a 19. században volt használatos.
Az ábécének nem része, de számos latin eredetű szóban megtalálható az æ és az œ ligatúra, pl.: œil, fœtus, bœuf; et cætera, tænia, ex æquo. Az ábécébe soroláskor egyszerűen az a, illetve az o alá soroljuk.
Az ábécének szintén nem része, de néhány spanyol eredetű szóban megtalálható az ñ is (niño, cañon), bár manapság egyre gyakrabban ny-nal helyettesítik.
A k és a w csak idegen eredetű szavakban és nevekben fordul elő.
A francia írás számos diakritikus jelet használ, ezek: éles ékezet ( ´ ), tompa ékezet ( ` ), kúpos ékezet ( ˆ ), diarézis vagy tréma ( ¨ ), és cedilla ( ¸ ). Az ezekkel módosított betűk: à, â, ç, é, è, ê, ë, î, ï, ô, û, ù, ü, ÿ. A mellékjelek nem módosítják a sorba rendezést.